# Viridovipera
Viridovipera är ett släkte av ormar. Viridovipera ingår i familjen huggormar.
Släktets taxonomiska status är omstridd. Ofta infogas arterna i släktet palmhuggormar (Trimeresurus).
Arter enligt Catalogue of Life:
- Viridovipera gumprechti
- Viridovipera medoensis
- Viridovipera stejnegeri
- Viridovipera vogeli
- Viridovipera yunnanensis